# Wallace Terry
Wallace Houston Terry, II (Nueva York, 21 de abril de 1938 - Fairfax, 29 de mayo de 2003) fue un periodista, escritor, documentalista, educador e historiador oral afroamericano, conocido por sus reportajes sobre el movimiento por los derechos civiles, la guerra de Vietnam y el movimiento Poder Negro. Es autor del libro sobre soldados negros en Vietnam, Bloods: An Oral History of the Vietnam War (1984), que sirvió de base para la película policiaca de suspense Dead Presidents de 1995.
Además de periodista, también fue ministro ordenado en la Iglesia de los Discípulos de Cristo y trabajó como comentarista de radio y televisión, conferenciante público y ejecutivo de publicidad. Enseñó periodismo en Howard University y el College of William and Mary, donde formó parte del consejo de administración.

## Primeros años
Terry nació en la ciudad de Nueva York y se crio en Indianápolis, Indiana, donde fue editor del Shortridge Daily Echo, uno de los pocos diarios de secundaria en los Estados Unidos. Como reportero de The Brown Daily Herald, entrevistó a Orval Faubus, el franco gobernador segregacionista de Arkansas, y ganó la atención nacional cuando una fotografía de él dándole la mano a Faubus apareció en la portada de The New York Times el 14 de septiembre de 1957. Más tarde, Terry se convirtió en el editor en jefe del periódico y el primer afroamericano en dirigir un periódico de la Ivy League. Realizó estudios de posgrado en teología como becario Rockefeller en la Universidad de Chicago y en relaciones internacionales como becario Nieman en la Universidad de Harvard.

## Carrera

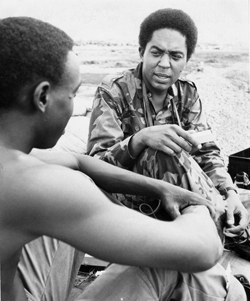
Wallace Terry entrevistando a un soldado estadounidense en Vietnam en 1969.

Terry fue contratado por el Washington Post en 1960, cuando solo tenía 19 años; tres años después, fue contratado por la revista Time. En 1967, Terry fue a Vietnam, donde se convirtió en subdirector de la oficina de la revista en Saigón y en el primer corresponsal de guerra negro en servicio permanente. Durante su gira de dos años, cubrió la Ofensiva Tet, voló decenas de misiones de combate con pilotos estadounidenses y survietnamitas, y se unió a las tropas de asalto en el valle de Ashau y en la Colina de la Hamburguesa. Tanto él como el corresponsal de Nueva República, Zalin Grant, recuperaron los cuerpos de cuatro periodistas asesinados por el Vietcong el 5 de mayo de 1968, durante la Ofensiva Mini-Tet en Saigón, siguiendo las instrucciones del superviviente de la emboscada Frank Palmos y del personal militar de Nueva Zelanda.
Su reportaje «El negro en Vietnam» fue historia de portada en la revista Time en mayo de 1967. En junio de 1984, Random House publicó su libro Bloods: An Oral History of the Vietnam War por Black Veterans, donde recoge el testimonio y la experiencia de los soldados negros en Vietnam, que acabó convirtiéndose en un superventas a nivel nacional. The New York Times escribió que «muchas de las personas que aparecen en las páginas [del libro] hablan de sus experiencias con excepcional franqueza y pasión; y al hacerlo, dan al lector un sentido visceral de lo que fue, como hombre negro, servir en Vietnam y lo que fue volver al 'mundo real'».

## Fallecimiento y legado

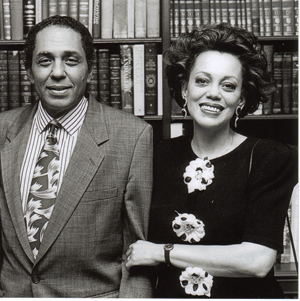
Wallace Terry junto a su esposa, Janice Terry.

En 2003, Terry desarrolló una rara enfermedad vascular llamada granulomatosis con poliangitis, que afecta a una de cada millón de personas. La enfermedad puede ser tratada con medicamentos, pero en su caso fue diagnosticada demasiado tarde. Murió el 29 de mayo de 2003. Le sobrevivieron su esposa Janice y sus tres hijos.
En el momento de su muerte, Terry estaba trabajando en Missing Pages: Black Journalists of Modern America: An Oral History. El libro se publicó póstumamente en junio de 2007 y recibió grandes elogios. La ganadora del premio Pulitzer Cynthia Tucker lo calificó como un «tesoro de la historia» en la edición de mayo-junio de 2007 del Columbia Journalism Review.

## Libros
- Terry, Wallace (1984). Bloods: An Oral History of the Vietnam War by Black Veterans (en inglés). Random House. ISBN 0394530284. ISBN 978-0-394-53028-4
- Terry, Wallace (2007). Missing Pages: Black Journalists of Modern America: An Oral History (en inglés). Basic Books. ISBN 0786719931. ISBN 978-0-7867-1993-8